# Yaeko Yamazaki
Yaeko Yamazaki (山崎八重子, Yamazaki Yaeko), née le 2 septembre 1950 à Ōmuta (Japon), est une ancienne joueuse japonaise de volley-ball.
Elle est médaillée d'argent aux Jeux de 1972.

## Carrière
Yaeko Yamazaki fait partie de l'équipe japonaise qui remporte la médaille d'argent aux Jeux de 1972, battue en finale par les Soviétiques.

## Palmarès

### En équipe nationale
- Jeux olympiques
  -  1972 à Munich.

### En club
- Tournoi de Kurowashiki[3]
  - Finaliste : 1970